# 尕巴站
尕巴站位于青海省乌兰县铜普乡上尕巴，是青藏铁路的一座车站，距离西宁站397公里，于1979年启用，现由青藏铁路公司营运。车站现为四等站，承担货运业务。